# Вашингтон пост
«The Washington Post» (дослівно укр. — «Вашингтонська пошта») — американська газета, яку видають у місті Вашингтоні. Найбільша газета столиці Сполучених Штатів Америки, також входить до числа найстаріших. Містить термінові новини, репортажі на національні та міжнародні теми, нариси та коментарі. Із серпня 2013 року належить мільярдеру Джеффові Безосу.

## Історія заснування
Газету заснував 1877 року Стилсон Гатчинс (Stilson Hutchins). Почала видаватись 6 грудня 1877 року накладом 10 000 примірників, містила чотири сторінки й коштувала три центи. 1880 року додала недільний випуск, ставши першою міською газетою, що виходить 7 днів на тиждень. Для «Пост» писав Джозеф Пулітцер, поки тимчасово жив у Вашингтоні.
Дев'ять років по тому, 1889-го, під час передплатної кампанії, власники запропонували керівникові музичної групи «Marine Band» композитору Джонові Філіпу Сузі (англ. John Philip Sousa) скласти марш, який супроводжував би церемонію нагородження переможців конкурсу коротких творів — нарисів. «Марш Вашингтон пост» входить до числа класичних творів Сузи.
У 1899 році, у розпал Іспансько-американської війни, газета опублікувала класичну ілюстрацію Кліффорда Беррімена (Clifford K. Berryman) «Пам'ятай Мен» (Remember the Maine), яка стала бойовим кличем для американських моряків під час війни. Цього ж року Гатчинс продав газету Френкові Гаттону (Frank Hatton), члену республіканського Кабінету міністрів, і Берії Вілкінсу, колишньому конгресмену-демократу. У 1893 Гаттон і Вілкінс перевели редакцію до нової будівлі, поруч із Національним театром. Після смерті Вілкінса в 1903 році його сини Джон і Роберт керували «Вашингтон пост» протягом двох років.
У 1905 році газету купив Джон Р. Маклін (John R. McLean), власник компанії «Cincinnati Enquirer». Під його керівництвом видання збільшило свій дохід, а також обсяги реклами, проте втратило свій авторитет серед деяких читачів через прихильність Макліна до Демократичної партії. 1916 року Джон Р. Маклін помер і власником газети став його син Едвард. Але той не виправдав довіри батька: газета збанкрутувала.

## Період Мейєр-Грем
1 червня 1933 газету продали на спеціальному аукціоні фінансисту з Каліфорнії Юджину Меєру (Eugene Meyer), який відновив репутацію газети. Недосвідченість Меєра у видавничому бізнесі спочатку коштувала йому чималих грошей, але згодом газета набула популярності й почала давати величезний прибуток. Пізніше до газети додалися інші видання, зокрема журнал Newsweek, радіо WTOP, телевізійний канал у Флориді, а також викуплено єдиного конкурента у Вашингтоні — Washington Times-Herald. Так виникла медійна імперія Юджина Меєра.
У 1946 році президент США Гаррі Трумен зробив Меєра першим президентом Світового банку. Однак ця посада не цікавила бізнесмена, і коли завдання щодо організації банку було виконано, Меєр повернувся у крісло голови ради директорів «Вашингтон пост». 1947 року була заснована компанія Washington Post, президентом якої став Філіп Л. Грем (Philip L. Graham) — чоловік дочки Меєра Кетрін Грем. 1954 року газета зміцнила свої позиції, злившись із конкуруючим виданням The Washington Times-Herald. Посаду керівника Грем обіймав до своєї смерті в 1963 році, після чого президентом компанії стала Кетрін Грем. Тоді Washington Post і далі панувала в мас-медіа. Компанія придбала акції телеканалу ABC в Маямі, а також WFSB-TV в Коннектикуті. 1971 року Washington Post почав продаж своїх акцій на Нью-Йоркській фондовій біржі. 1972 року газета відіграла ключову роль у Вотергейтському скандалі, який закінчився відставкою президента Річарда Ніксона. Журналісти видання Боб Вудворд та Карл Бернштейн опублікували серію матеріалів про групу хакерів, імовірно пов'язаних з адміністрацією Ніксона, які проникли у штаб демократичного кандидата в президенти Джорджа Макговерна в столичному готелі «Вотерґейт». Зламники намагалися встановити пристрої прослуховування. 1973 року Кетрін Грем обрали головою ради директорів і головним виконавчим директором компанії Washington Post. 1976 року її сина Дональда Грема призначили віце-президентом і генеральним директором газети, в 1979 році він став власником газети «Вашингтон пост». У листопаді 1983 на всій території США почав виходити національний тижневик «Вашингтон пост». 1991 року Дональда Грема призначили головним виконавчим директором компанії Washington Post, зберігши при цьому за ним крісло видавця газети. 1993 року Дональд Грем став головою правління компанії Washington Post, залишившись також на посаді генерального директора і видавця газети «Вашингтон пост». Кетрін Грем стала головою виконавчого комітету компанії Washington Post. У червні 1996 року «Вашингтон пост» запустила свій офіційний сайт washingtonpost.com. 2000 року власником газети став Буасфей Джонс-молодший (Boisfeuillet Jones, Jr), а Дональд Грем зайняв пост голови Washington Post.

## Період Джеффа Безоса
У серпні 2013 газету придбав Джефрі Безос за $ 250 млн. Разом із «Вашингтон пост» Безос купив низку інших друкованих ЗМІ: The Express, The Gazette Newspapers, Southern Maryland Newspapers, Fairfax County Times, El Tiempo Latino і Greater Washington Publishing. Причиною продажу став незадовільний фінансовий стан підрозділу друкованих ЗМІ Washington Post Co. 2002 року друковані ЗМІ принесли компанії понад $ 100 млн прибутку, в той час як за підсумками 2012 року операційний збиток підрозділу становив $ 54 млн, а виторг за останні 10 років скоротився більш ніж на 30 %. Новий власник газети оголосив про майбутні зміни, водночас пообіцявши не втручатися в роботу видання так само активно, як управляє своїм інтернет-бізнесом.
Із 2021 року виконавчою редакторкою газети є Саллі Базбі.

## Історія Washington Post
Найвідомішим епізодом у багатій історії газети стали публікації, що відіграли провідну роль у виникненні та розвитку Вотергейтського скандалу — одного з найбільших політичних скандалів в історії США. Репортери газети Боб Вудворд і Карл Бернштейн, таким чином, відіграли помітну роль у відставці президента Річарда Ніксона. За цими подіями знято фільм «Вся президентська рать» із Робертом Редфордом і Дастіном Хоффманом у ролі Вудворда і Бернстіна.
У 1980 році газета опублікувала драматичну історію під назвою «Світ Джиммі» про життя восьмирічного героїнового наркомана у Вашингтоні, за яку репортерка Джанет Кук здобула визнання і Пулітцерівську премію. Подальше розслідування, проте, з'ясувало, що історія була вигадкою. Пулітцерівську премію повернули.
Журналісти Post отримали 47 Пулітцерівських премій, 6 із них — у 2008 році, 18 стипендій Німана і 368 призів Асоціації фотографів Білого дому.

## Сучасний стан
Газета входить до числа провідних щоденних видань США, нарівні з «Нью-Йорк таймс», відомою своєю чергою міжнародними репортажами, «Волл-стріт джорнел», що спеціалізується на економічних публікаціях, та газетою «Лос-Анджелес таймс». «Вашингтон пост» своєю чергою зарекомендувала себе репортажами про політичні події Білого дому, Конгресу та інші побічні аспекти діяльності американського федерального уряду.
Газета є приватною і, як і раніше, належить родині своїх засновників. Вона входить до складу «Вашингтон пост» Company, яка своєю чергою також володіє іншими медійними і немедійними компаніями, включно з журналом Newsweek та Інтернет-журналом Slate. Газета є однією з небагатьох американських газет з іноземними бюро, розташованими в Багдаді, Боготі, Каїрі, Гонконгу, Ісламабаді, Єрусалимі, Кабулі, Лондоні, Мехіко, Москві, Найробі, Нью-Делі, Парижі, Шанхаї, Тегерані і Токіо. У листопаді 2009 року «Вашингтон пост» оголосила про закриття свого американського регіонального бюро в Чикаго, Лос-Анджелесі та Нью-Йорку. Газета має регіональні філії в штаті Меріленд (Аннаполіс, округ Монтгомері, графство принца Джорджа, Південний штат Меріленд) і Вірджинії.
З понеділка по п'ятницю, а також у суботу випуски газети включають в себе такі розділи:
- Основний розділ: перша сторінка, національні та міжнародні новини, бізнес, політика, редакційні статті та думки
- Розділ, що містить місцеві новини
- Розділ «Стиль», що містить публікації на тему поп-культури, політики, образотворчого та виконавського мистецтва, кіно, моди і пліток, а також авторські поради та комікси
- Спортивний розділ
- Рекламний розділ

Недільні видання великою мірою включають в себе ті ж розділи, що і з понеділка по п'ятницю, а також: Авторська думка, Мистецтво, Подорожі, комікси, ТВ програму, і «Вашингтон пост» Magazine.
Недільний формат трохи відрізняється від буденного: виходить у форматі таблоїда і містить більше розважальних матеріалів.
Додаткові щотижневі розділи з'являються в будні дні: Здоров'я & Наука — у вівторок, кулінарія — в середу, поради по догляду за будинком і садом — у четвер та у вихідні дні, анонс місцевих заходів — у п'ятницю.
Медіа-група «Вашингтон пост» (The Washington Post Writers Group) — прессиндикат, який об'єднує аналітиків, карикатуристів, творців коміксів і колумністів. Служба перебуває у підпорядкуванні «Вашингтон пост», надає інформаційні послуги газетам і журналам у всьому світі. Створена у 1973 р. До складу медіа-групи «Вашингтон пост» входили такі відомі журналісти, як Євген Робінсон , Чарльз Краутгаммер, Кетлін Паркер, EJ Діон (EJ Dionne), Джордж Вілл, Джамаль Хашоґджі і Рут Маркус.